# 山森尚
山森 尚は、日本の雑誌編集者、メディアプロデューサー。元徳間書店インターメディア取締役であり、同社の実質的な創業者。

## 来歴
1954年、北海道生まれ。早稲田大学法学部卒。
パソコンゲーム雑誌『テクノポリス』編集部に在籍しており、当時はジャマ森というペンネームを使用していた。同誌の別冊『プログラムポシェット』では編集の中心スタッフであり、最終号NO.12で休刊の挨拶文を書いたのは編集長の佐瀬伸治ではなく山森であった。
『プログラムポシェット』の編集と並行して、日本のテレビゲーム雑誌の草分け的存在である『ファミリーコンピュータMagazine』の初代編集長に就任。
現在は、編集プロダクション「アンビット」を経営。ニンテンドードリームの発行に携わっている。
| スタブアイコン | サブスタブ | この項目は、まだ閲覧者の調べものの参照としては役立たない、人物に関連した書きかけの項目です。この項目を加筆・訂正などしてくださる協力者を求めています（P:人物伝/PJ:人物伝）。 |